# Waʿad HaLaschon
Der Waʿad haLaschon haʿIvrit (hebräisch וַעַד הַלָּשׁוֹן הָעִבְרִית Waʿad ha-Lašōn ha-ʿIvrīt, deutsch ‚Ausschuss der hebräischen Sprache‘) war eine jüdische Institution zur Fortentwicklung und Normierung der hebräischen Sprache mit Sitz in Givʿat Ram, Jerusalem.
Der Ausschuss wurde im Jahr 1890 von Eliʿeser Ben-Jehuda gegründet und war die Organisation, die Regelungen für die gesprochene Sprache als Alltagssprache verfasste. Hiermit sollte den Immigranten in Palästina eine gemeinsame Sprache ermöglicht werden, um das nationale Zusammengehörigkeitsgefühl zu stärken und neu zu vermitteln.
Der Waʿad haLaschon haʿIvrit war der Vorläufer der noch heute existierenden Akademie der hebräischen Sprache und regelte Orthoepie und Orthographie.